# سیارک ۱۴۶۱۷
سیارک ۱۴۶۱۷ (به انگلیسی: 14617 Lasvergnas، نامگذاری:1998UA4) چهارده هزار و ششصد و هفدهمین سیارک کشف شده‌است که در ۲۱ اکتبر ۱۹۹۸ کشف شد.
قدر مطلق سیارک برابر ۱۲٫۹۰ است.